# 阿高黒橋貝塚

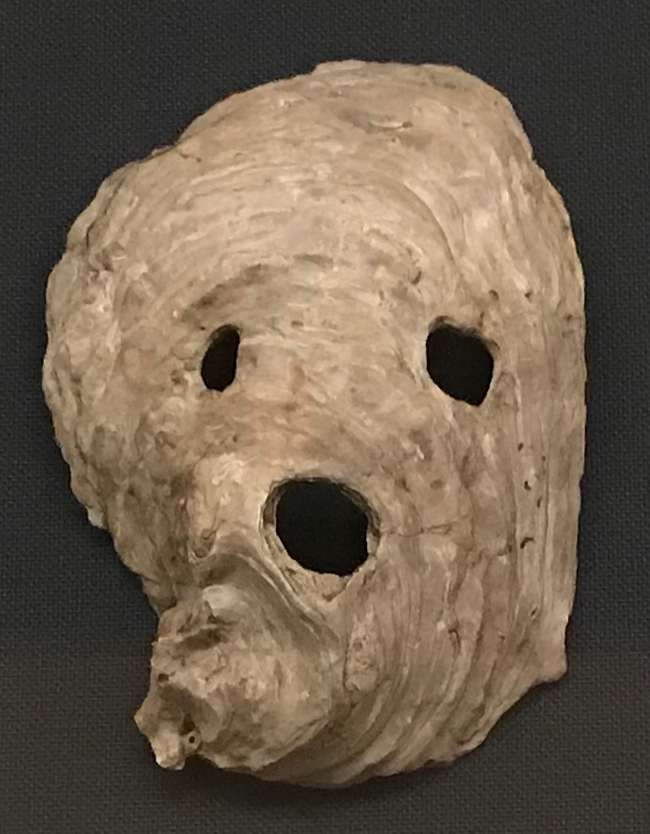
阿高貝塚出土の貝製仮面

阿高黒橋貝塚（あだかくろはしかいづか）は、熊本県熊本市南区城南町阿高字東原に位置する、縄文時代中期から後期にかけての貝塚。1916年（大正5年）に発見され、1980年（昭和55年）に国の史跡に指定されている。佐賀市の東名遺跡と並ぶ西日本最大級の縄文貝塚とされる。

## 概要
熊本平野の南部には、緑川とその支流が広大な平坦地形を形成するが、この沖積地を囲む丘陵上およびその麓は全国的にも有数な縄文時代の貝塚密集地帯となっている。
阿高黒橋貝塚は、その支流の一つである浜戸川が丘陵地帯から沖積低地に流れ出るところにあり、右岸丘陵麓部に阿高地点、また、現河川敷を隔てた左岸に黒橋地点という2つの貝塚の中心部が認められる。
1916年、耕地整理事業によって阿高貝塚が発見され、多数の土器・石器とともに50体以上に及ぶ縄文人の人骨の埋葬が確認された。このうち、熟年女性とみられる人骨には左腕にアカガイ製貝輪2個を嵌めた例があり、注目されている。
また、1972年（昭和47年）7月、豪雨で浜戸川が氾濫した影響で、新たに黒橋地点の貝塚が発見されるにいたった。その後、1973年（昭和48年）と1977年（昭和52年）に試掘調査が実施され、両地点が縄文時代中期から後期前半にわたって継続して営まれた一遺跡であり、時代が下るに従って阿高貝塚地点から黒橋貝塚地点へと中心地がやや移動していることが明らかにされた。

## 出土物
阿高黒橋貝塚の出土遺物には多量の土器があるが、とくに太い沈線で文様が描かれ、縄目文様を全く欠く阿高式土器は九州地方における縄文時代中期の標式とされるものである。
また、貝層中にはマガキ、ハマグリなど37種の貝類およびフグ、マダイなど15種の魚類のほか、イノシシ、シカ、イヌ、ヘビ、カエルなどの存在が確認されており、当時の生産活動及び食料事情を解明する上でも極めて重要な資料となるものである。
同遺跡で発見された特異的な遺物としては、阿高貝塚地点で発見された大型のカキ殻を加工して作った仮面がある。同様に貝殻を加工して作られた仮面は、福岡市西区の桑原飛櫛貝塚など中後期の北部九州の縄文遺跡でも見られるが、本州の遺跡では確認されず、九州独特の文化とされる。